# John Howarth (homme politique)
John Howarth, né le 31 octobre 1958 à Newcastle upon Tyne, est un designer et un homme politique britannique. Membre du Parti travailliste, il est député européen du 30 juin 2017 au 31 janvier 2020.

## Biographie
Il devient député européen le 30 juin 2017, en remplacement d'Anneliese Dodds, élue à la Chambre des communes. Il est élu lors du scrutin de 2019. Il cesse de siéger à partir du 31 janvier 2020, date à laquelle son pays quitte l'Union européenne.